# 高知市立高知商業高等学校
高知市立高知商業高等学校（こうちしりつ こうちしょうぎょうこうとうがっこう）は、高知県高知市に所在する市立の商業高等学校。高知県で唯一の市立の高校である。
愛称は「市商」（ししょう）であり、これは県内唯一の市立高校であることに由来する。野球部は強豪（四国四商）として知られている。また、生徒会執行部ではラオス学校建設活動というボランティア活動を行っている。

## 設置課程・学科

### 全日制課程
- 総合マネジメント科（特進コース・ライセンスコース）
- 社会マネジメント科（国際コース・地域実践コース）
- 情報マネジメント科
- スポーツマネジメント科

### 定時制課程
- 商業科

## 象徴
「報本反始」を校是とし、校歌は「鵬程万里（ほうていばんり）」である。

## 沿革
1898年（明治31年）に高知市帯屋町に設立した簡易商業学校を前身とする。2018年（平成30年）に創立120周年を迎えた。
- 1898年（明治31年）5月 - 高知市帯屋町に簡易商業学校（修業3か年）として創立。
- 1899年（明治32年）4月 - 高知商業学校（修業5か年）と称し、簡易科（修業3か年）を附設。
- 1911年（明治44年）4月 - 追手筋に移転。
- 1918年（大正7年）4月 - 夜学校を併設。
- 1929年（昭和4年）3月 - 帯田に移転。
- 1948年（昭和23年）4月 - 学制改革により高知市立高知商業高等学校となる。
- 1970年（昭和45年）6月 - 現校舎に新築移転。
- 1987年（昭和62年）4月 - 商業科に加えて情報処理科・経理科を設置。
- 1994年（平成6年）4月 - 経理科を廃止し、国際経済科を設置。
- 2003年（平成15年）4月 - 総合ビジネス科、情報システム科、国際コミュニケーション科を設置。
- 2013年（平成25年）4月 - 全日制の商業に関する学科を改編し、総合マネジメント科、社会マネジメント科、情報マネジメント科、スポーツマネジメント科の4学科となる。
- 2018年（平成30年）5月 - 創立120周年記念式典と国際交流式典を挙行。ラオスのヴィエンチャン県副知事が出席した[2]。

## 学校行事
1学期
- 入学式
- 対面式
- 県高校体育大会
- 全国高校総体

2学期
- 市商祭 （文化祭）
- 市商祭（体育祭）
- はりまやストリートフェスティバル
- 音楽部定期演奏会
- 修学旅行

3学期
- インターンシップ
- 卒業式

## 日商簿記甲子園
- 日本商工会議所が2024年度から開催する第1回全国高等学校日商簿記選手権大会（日商簿記甲子園）（日商簿記検定施行70周年記念事業）の参加校である[3]。

## 部活動

### 運動部
野球部と水泳部に全国大会優勝経験がある。
- 野球部
  - 選抜：出場14回（優勝1回　準優勝2回）
  - 選手権：出場23回（準優勝1回）
  - 明治神宮大会：出場1回（準優勝1回）
  - 国民体育大会：出場11回（優勝2回）
- バスケットボール部　男子
- バスケットボール部　女子
- バレーボール部　男子
- バレーボール部　女子
- 卓球部　男女
- サッカー部　男子
  - 選手権：出場3回
- サッカー部　女子
- バドミントン部　男女
- ソフトボール部　男子
- ソフトボール部　女子
- ソフトテニス部　男女
- テニス部　男子
- テニス部　女子
- 陸上競技部　男女
- 弓道部　男女
- 水泳部　男女
- 剣道部　男女

### 文科部
- 音楽部
- 書道部
- 美術部
- 演劇部
- 英会話部
- 華道部
- 茶道部
- 文芸部
- 簿記部
- コミックアート部
- 青少年ペンフレンドクラブ
- 写真部
- 家庭科部
- 珠算／電卓部
- ワープロ部
- 放送部
- 情報処理部
- 映画部
- 新聞部
- ダンス部
- 軽音楽（同好会）
- 囲碁・将棋（同好会）
- ジビエ商品開発・販売促進（同好会）

その他
- 生徒会執行部

## 国際協力
ラオスに学校建築をする国際協力活動を実施。
2004年（平成16）-「社会貢献者表彰（21世紀若者賞）」を受賞。
2019年（平成31年・令和元年） - 「令和元年度外務大臣表彰」を受賞。授賞理由に、日本とラオスとの相互理解の促進に貢献したことが挙げられている。

## 著名な卒業生

### 政治家
- 江本孟紀（元参議院議員、元プロ野球選手、野球解説者）
- 西森弘志ルイス（ブラジル連邦下院議員）

### 野球
- 岩本章（元プロ野球選手）
- 小川英雄（元プロ野球選手）
- 弘瀬昌彦（元プロ野球選手）
- 須藤豊（元プロ野球選手、野球解説者）
- 片田謙二（元プロ野球選手）
- 小松俊広（元プロ野球選手）
- 尾崎靖夫（元プロ野球選手）
- 森光正吉（元プロ野球選手）
- 山崎武昭（元プロ野球選手）
- 徳久利明（元プロ野球選手）
- 高橋善正（元プロ野球選手）
- 岩郷泰博（元プロ野球選手）
- 島田伸也（元プロ野球選手、元競輪選手）
- 浜村孝（元プロ野球選手）
- 鹿取義隆（元プロ野球選手）
- 中西清起（元プロ野球選手、野球解説者）
- 森浩二（元プロ野球選手）
- 津野浩（元プロ野球選手）
- 中山裕章（元プロ野球選手）
- 岡林洋一（元プロ野球選手）
- 岡幸俊（元プロ野球選手）
- 藤川球児（元プロ野球選手）
- 嶋村麟士朗（プロ野球選手）
- 松田昇（元本校野球部監督）

### 競泳
- 横山隆志（水泳選手、1932年ロサンゼルスオリンピック800mリレー金メダリスト）
- 北村久寿雄（水泳選手、1932年ロサンゼルスオリンピック1500m 自由形 金メダリスト オリンピック新記録）
- 北村康雄（水泳選手、1952年ヘルシンキオリンピック日本代表。北村久寿雄の弟）

### 陸上
- 大島健太（マラソン選手）

### その他
- 志水辰夫（小説家）
- 島本須美（声優）
- 伊藤正一（会計学者）
- 芝幸太郎（office48社長）
- 児島明子（ミス・ユニバース1959世界大会優勝者、宝田明の元妻、児島未散の母）

## アクセス
- 最寄駅：高知商業前駅（JR四国土讃線）
- 最寄バス停：杓田市商前（県交北部交通）